# Antiporus kalbarriensis
Antiporus kalbarriensis är en skalbaggsart som beskrevs av Lars Hendrich och Watts 2010. Antiporus kalbarriensis ingår i släktet Antiporus och familjen dykare. Inga underarter finns listade i Catalogue of Life.